# Marché Notre-Dame
Le marché Notre-Dame est situé au cœur du quartier Notre-Dame, à Versailles.  Il a été créé il y a plus de 300 ans par le roi Louis XIV. 

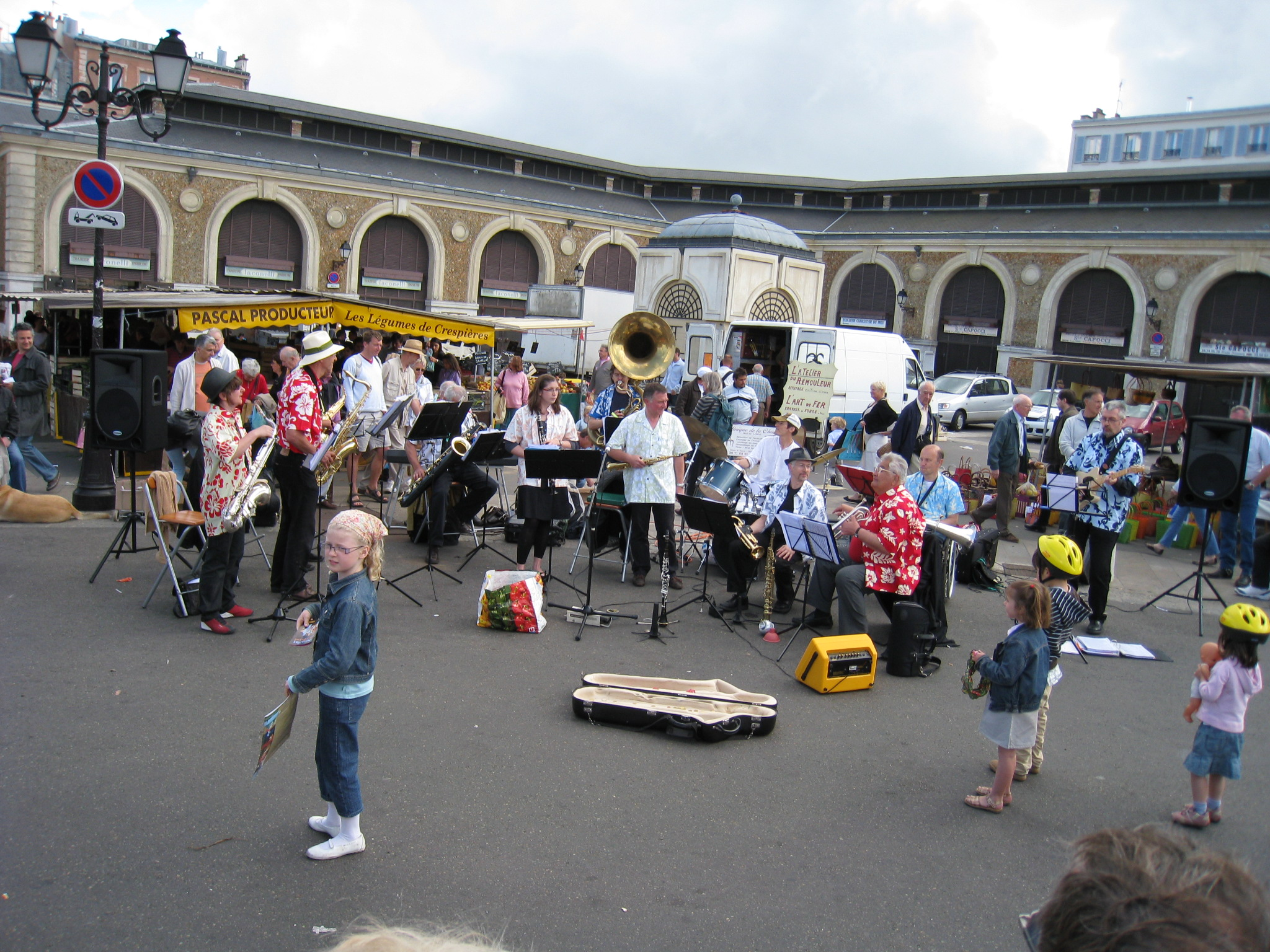
Marché Notre-Dame.

## Histoire

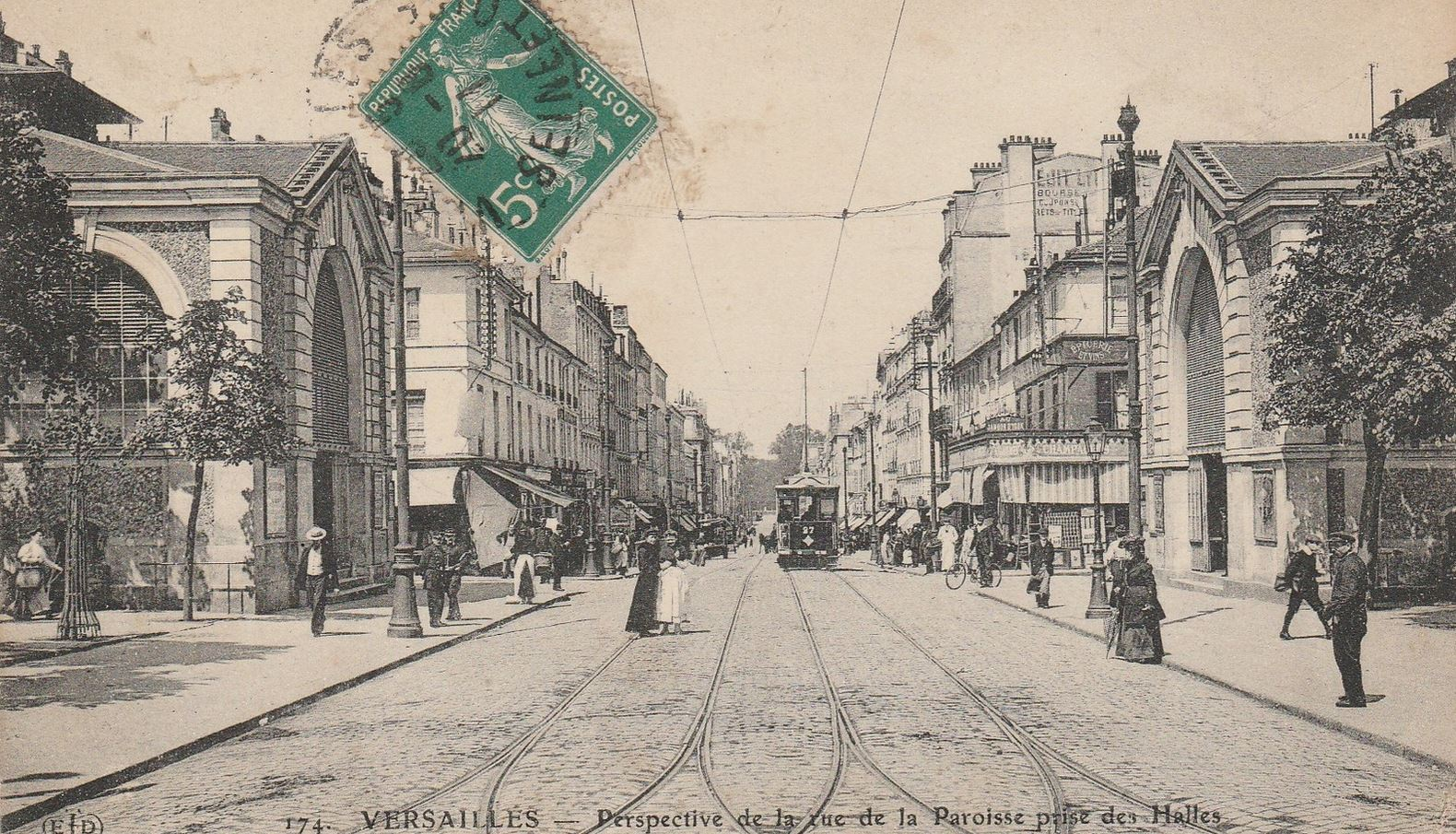
La rue de la Paroisse vue depuis la place du marché Notre-Dame (carte postale du début du XXe siècle).

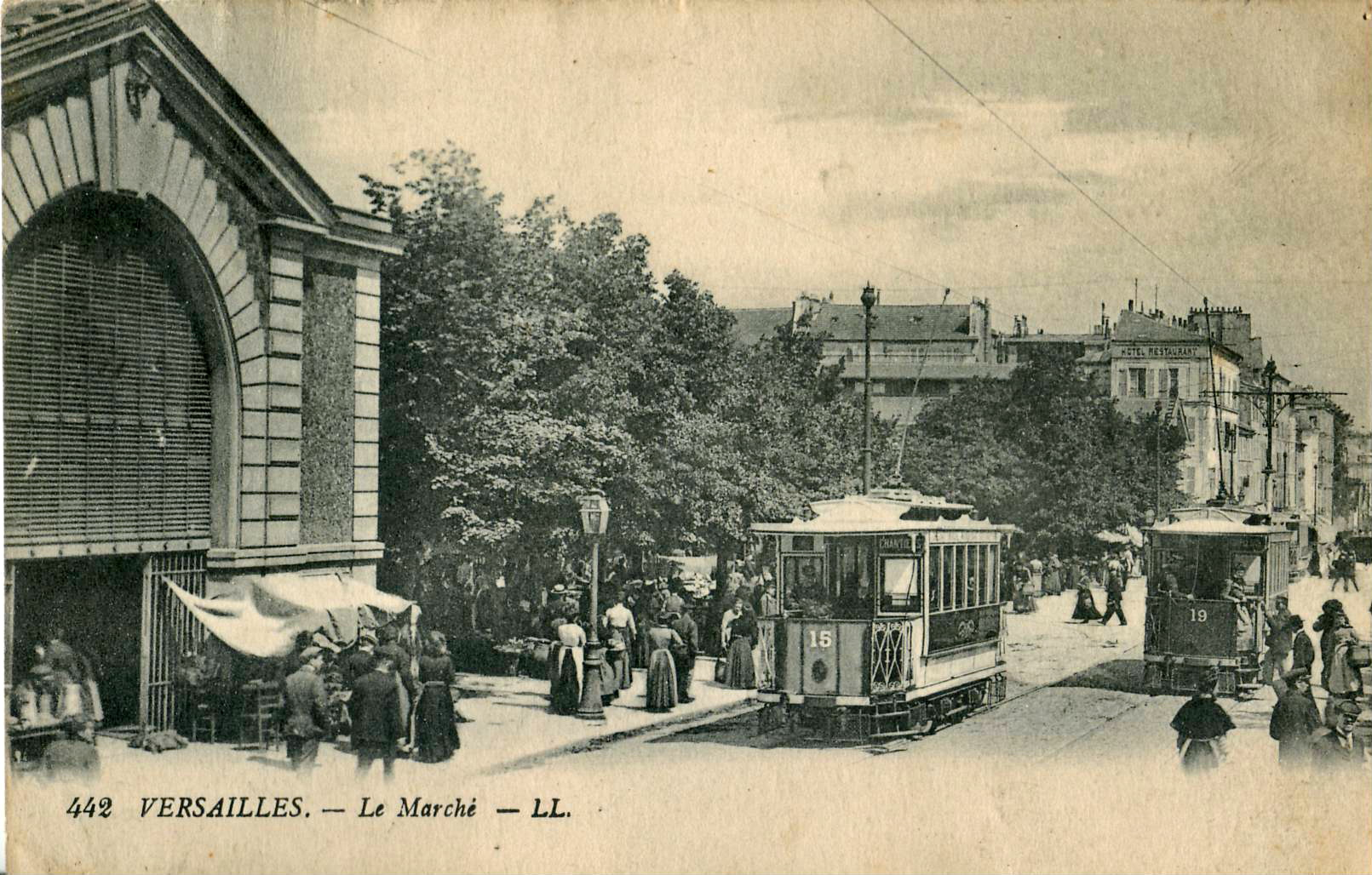
Autre vue sur une carte postale ancienne.

En novembre 1634, à l'initiative de Martial de Loménie, Louis XIII institue le marché de Versailles à cet emplacement, succédant sans doute à un marché plus ancien.
Ce nouveau marché se tient alors chaque mardi ; trois foires annuelles le complètent, en mai, en août et en octobre de chaque année.
À partir du 22 mai 1671, Louis XIV développe le marché, dans le but d'assurer un bon approvisionnement à la ville naissante de Versailles, alors la « Ville Neuve ».
Les pavillons, détachés du domaine de Clagny, s'y établissent en 1665[réf. nécessaire]. 
En 1685, les Carrés Saint-Louis installent un autre marché au sud de Versailles, concurrent du marché Notre-Dame.
En 1725, le marché Notre-Dame est réaménagé ; Louis Blouin construit la halle à la farine.
Le marché comprend déjà quatre « carrés », espaces commerciaux alimentaires spécialisés :
- le carré aux veaux et à la volaille ;
- le carré au beurre et à la marée, avec également l'avoine et les grains ;
- le carré aux herbes, c'est-à-dire, aux fruits et aux légumes ;
- le carré du poids à la farine, appelé à l'origine le Poids-du-Roi[6]. Dans cette halle, se trouvait une salle destinée à la vérification des poids et des mesures utilisés par les commerçants[7].

Il est bien souvent le lieu d'agitations.

« La place du Marché, rendez-vous habituel des petits débitants, des ouvriers, et surtout des oisifs et des fainéants, si nombreux alors dans notre ville, fut plus que tout autre endroit le théâtre de ces tumultes. »

Le 22 août 1740, le marché est justement le lieu de violences ; en pleine pénurie de blé, les boulangers sont venus de Paris s'approvisionner en farine, au détriment du peuple de Versailles, qui proteste lourdement. Un corps permanent de police, composé de gardes suisses, s'installe sur place.
À la Révolution, le marché tombe à l'abandon. Il se délabre peu à peu. En 1835, le marché est acheté par la ville ; il cesse d'appartenir au domaine royal. Les commerçants en sont expropriés et indemnisés.
La place du marché sert longtemps de lieu d'exécutions capitales.
Insalubres, vétustes, les pavillons anciens sont détruits pour être remplacés en 1841 par les halles couvertes actuelles. Celles-ci ont été construites par l'architecte Ernest Le Poittevin. Le nouveau marché couvert est inauguré le 15 septembre 1842.
En 1871, avec l'installation du gouvernement provisoire à Versailles, le marché est l'un des plus actifs de France.
En 1900, sous la direction de l'architecte Albert Petit, les bâtiments permanents sont rénovés. 
De 1985 à 1991, les halles sont à nouveau complètement rénovées. Elles abritent trente-cinq commerces. Une soixantaine de marchands forains les complètent, les jours de marché (dimanche, mardi et vendredi).

## Composition
La place du marché se situe au croisement de deux rues principales : la rue de la Paroisse et la rue du Maréchal-Foch, ancienne rue Duplessis. Approximativement, sur un axe est-ouest, la rue de la Paroisse débute à la grille du bassin de Neptune et s'achève après la place du Marché, avenue de Saint-Cloud. Elle était historiquement la rue des orfèvres, des tapissiers et des tailleurs.
La rue du Maréchal Foch, presque nord-sud, traverse la ville, prolonge l'avenue de l'Europe, pour se poursuivre jusqu'à la place Édouard-Laboulaye. Ce parcours relie notamment la gare de Versailles-Château-Rive-Gauche à celle de Rive-Droite.
La place du marché comporte quatre « carrés », halles abritant les commerces alimentaires permanents : Carré à la viande, Carré à la farine, Carré aux herbes et Carré de la marée. Ces appellations ne sont plus indicatives des natures de produits alimentaires qui s'y trouvent.
Les carrés sont entourés de rues formant elles-mêmes un carré plus large, encerclant les quatre halles : la rue Ducis, la rue au Pain, la rue de la Pourvoirie et la rue André Chénier.
Un parking géré par Indigo est aménagé sous la place du Marché Notre Dame ; il présente une capacité d'environ 700 places. Les accès pour les piétons se font au centre de chaque carré du marché par des ascenseurs et par des escaliers.
Depuis 2014, des trompe-l'œil figurent sur les éléments d'accès au parking ; ils représentent des cavaliers du Carrousel et rappellent l'histoire équestre de la ville, activité encore très présente avec l'Académie du spectacle équestre. Il s'agit d'une réalisation de l'École d'art mural de Versailles.
La place du Marché est toute proche du passage des Antiquaires. Le passage piéton de la rue des Deux Portes conduit de la place du Marché à la rue Carnot, à proximité de l'avenue de Saint-Cloud et de la place d'Armes, devant la façade et l'entrée principale du château de versailles.

## De nos jours
Le marché Notre-Dame à Versailles se montre particulièrement actif ; il connaît un grand taux de fréquentation, y compris des touristes. 
Le marché alimentaire se tient le dimanche, le mardi et le vendredi matins. Le jeudi et le samedi sont les jours dédiés aux produits non alimentaires. Les halles, alimentaires, sont ouvertes tous les jours à l'exception du lundi. 
Cette place offre également un lieu notable de la vie versaillaise et de l'ouest parisien. Outre les achats, des événements sont organisés sur cette place, que ce soit par la Ville de Versailles ou par des associations ; par exemple : la fête de la musique, les animations du 14-Juillet ou encore certains spectacles proposés durant le festival annuel du Mois Molière.
En permanence, hors les activités commerciales et festives, la place du Marché offre de nombreux bars et restaurants, animés en toute saison.
En février 2018, le marché de Versailles est élu « plus beau marché d'Île-de-France ».